# Kalmus Calmann Lévy
Pour les articles homonymes, voir Lévy.
Kalmus Calmann Lévy (29 mars 1819 à Phalsbourg en Moselle - 18 juin 1891 à Paris) est le fondateur des éditions Calmann-Lévy, une des maisons d'édition généralistes françaises les plus anciennes.

## Éléments biographiques
Kalmus Lévy,,,,est né le 28 mars 1819 à Phalsbourg, en Moselle. Il est le fils de Simon Lévy et de Pauline Lévy. Simon Lévy, colporteur juif alsacien, s'installe dans un quartier pauvre à Paris en 1825.
Kalmus et son frère Michel sont les plus jeunes d'une fratrie de cinq enfants.
Jusqu'en 1825, Kalmus et Michel étudient dans une école primaire du Consistoire israélite de la Seine.
Michel crée, dès 1836, les éditions Michel Lévy frères qui éditent rapidement les plus grands écrivains français. Après la mort de Michel en 1875, Kalmus prend la direction de l'entreprise et modifie son prénom en Calmann. Les éditions Michel Lévy frères deviennent alors les éditions Calmann-Lévy (le trait d'union est ajouté dans les années 1890). Calmann Lévy meurt en 1893 et ses trois fils, Paul (1853-1901), Georges (1859-1937) et Gaston (1864-1948), lui succèdent à la tête des éditions Calmann-Lévy.